# دینگیر
دینگیر ⟨𒀭⟩، معمولا به صورت DIĜIR حرف‌نویسی می‌شود. (تلفظ در سومری: [tiŋiɾ]) یک کلمه سومری به معنی « خدا » یا « الهه » است. علامت میخی آن معمولاً به‌عنوان تعیین کننده نام‌های مذهبی و مفاهیم مرتبط به کار می‌رود، که در این صورت تلفظ نمی‌شود و به طور متعارف به‌عنوان بالانویس «d» مانند d Inanna آوانویسی می‌شود.
علامت خط میخی به خودی خود در اصل یک ایدئوگرام (اندیشه‌نگاشت) برای کلمه سومری an ("آسمان" یا "بهشت") بود.  سپس استفاده از آن به یک لوگوگرام برای کلمه diĝir ("خدا" یا "الهه")  و خدای عالی پانتئون سومری An و یک فونوگرام (آوانگاری) برای هجای /an/ گسترش یافت.
زبان اَکَدی تمام این کاربردها را کنار گذاشت و یک قرائت لوگوگرافی برای اِل یا ئیل (‎’Ēl یا ‎’Il) ابتدایی و پس از آن قرائت هجای ‎’Il به آنها اضافه کرد. در املای زبان هیتی ، ارزش هجایی علامت دوباره فقط آوای an شد.
مفهوم "الوهیت" در سومری ارتباط نزدیکی با آسمان دارد، همانطور که از این واقعیت مشهود است که علامت خط میخی به عنوان ایدئوگرام "آسمان" از این نشانه دو بار استفاده می‌شود و شکل اصلی آن تصویر یک ستاره است. همچنین قابل توجه است که ستاره هشت پر نماد اصلی الهه اینانا بود. بنابراین، ارتباط اصلی «الوهیت» با سلسله مراتب«روشن» یا «درخشنده» در آسمان است.
می‌توانیم «دیگیر (dingir)» به معنی خدا بخوانیم و در ضمن شناسه‌ای است که پیش از نام هر خدایی می‌آید.

## علامت میخی

### سومری
علامت سومری DIĜIR به عنوان یک ایدئوگرام ستاره‌ای شکل که نشان دهنده یک خدا به طور کلی، یا خدای سومری An ، پدر عالی خدایان است، نشات گرفته است. دینگیر در مقابل نین‌هورساگ Ninḫursaĝ (Sumerian: 𒀭𒎏𒄯𒊕 Ninḫarsang) در مقابل معنای «زمین» به معنای «آسمان» یا «بهشت» نیز بوده است. تلفظ این علامت در زبان سومری دیمر بود. (استفاده از m به جای ĝ [ŋ] یک ویژگی واج شناختی معمولی در گویش سومری می‌باشد)
جمع «دیگیر» می تواند diĝir-diĝir و غیره باشد.

### آشوری
در نگارش آشوری «دیگیر» (اَش 𒀸 و مَش 𒈦 ) به علامت AN در خط میخی مراجعه کنید) می‌تواند به این معنی باشد:
- ریشه اسمی اکدی il- به معنای «خدا» یا «الهه» که از واژه سامی « ایل- » گرفته شده است.
- خدای آنوم (آن)
- کلمه اکدی šamû به معنی "آسمان"
- هجاهای an و il (از کلمه اکدی خدا: An یا Il یا از خدایان با این نام ها)
- حرف اضافه به معنای "در" یا "به"

### رمزگذاری دیجیتال
نشانشگر آن در خط میخی (در نسخه 5.0) یونیکد  با نام AN با کد +1202D 𒀭 طراحی شده است.

## همچنین ببینید
- ادیان خاور نزدیک باستان
- اساطیر بین النهرین

## یادداشت
1. ↑  By Assyriological convention, capitals identify a cuneiform sign used as a word, while the phonemic value of a sign in a given context is given in lower case.
2. ↑  "Dingir". Wikipedia (به انگلیسی). 2023-02-12.
3. ↑  Hayes, 2000
4. ↑  Edzard, 2003
5. ↑  روزنامه ایران. «سفر به ایران ِ 5 هزار سال پیش». مرکز دایره المعارف بزرگ اسلامی.